# Monumento agli eroici difensori di Leningrado
Il monumento agli eroici difensori di Leningrado (in russo Монумент героическим защитникам Ленинграда?, Monument geroičeskim zaščitnikam Leningrada) è un complesso memoriale situato nella Piazza della Vittoria di San Pietroburgo, punto di congiunzione con la Moskovskij prospekt e altre strade di collegamento alla città. Il monumento è dedicato all'impresa dei cittadini leningradesi nei tragici 900 giorni dell'assedio di Leningrado avvenuto tra il 1941 e il 1944.
Il complesso fu inaugurato il 9 maggio 1975, in occasione del trentesimo anniversario della vittoria sovietica nella Grande Guerra Patriottica, e ogni anno vengono posate corone e mazzi di fiori durante cerimonie pubbliche alle quali prendono parte i sopravvissuti, i veterani di guerra e altri cittadini di San Pietroburgo.

## Storia

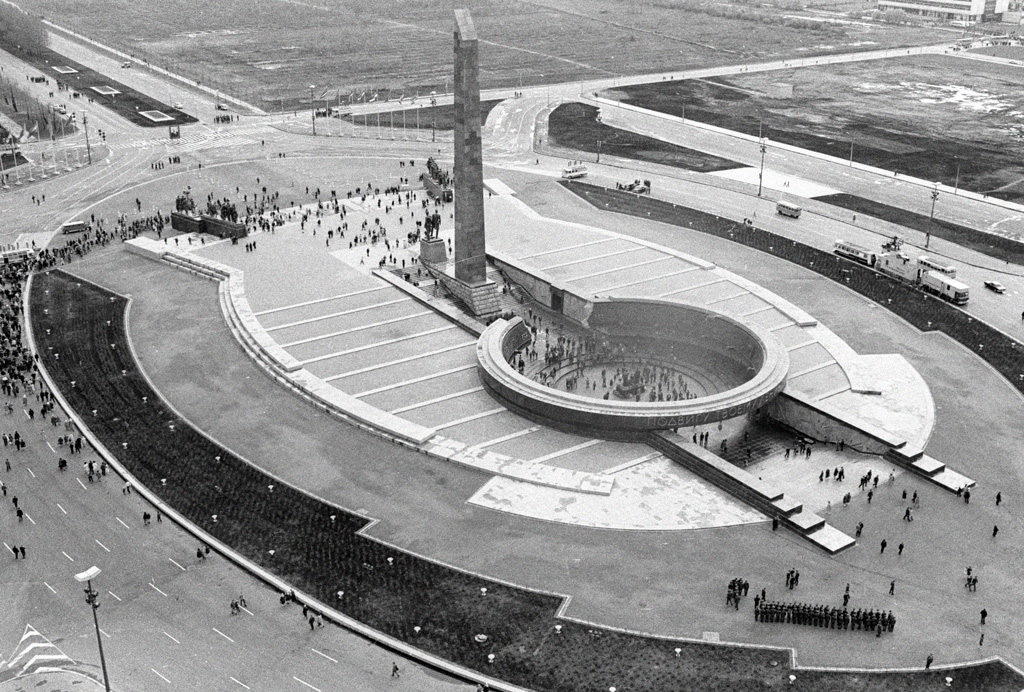
Il complesso memoriale nel 1981.

L'idea di costruire un monumento ai difensori di Leningrado nacque già nel 1942, in piena seconda guerra mondiale.
A partire dagli anni cinquanta, fu creato l'Anello verde della Gloria che riuniva un ampio numero di monumenti dedicati al personale civile e militare che combatté contro l'occupazione nazista. Il monumento agli eroici difensori di Leningrado doveva essere l'opera principale del complesso ma la creazione del memoriale fu possibile soltanto trent'anni dopo la completa liberazione della città dal blocco nemico. Negli anni sessanta, fu scelto il luogo di costruzione del complesso commemorativo, ovvero l'area vicino alla Srednjaja Rogatka che nel 1964 fu chiamata Piazza della Vittoria.
La scelta non fu casuale: l'area era a 9 chilometri dalla linea di difesa del fronte, e fin dai primi giorni della guerra la Moskovskij prospekt divenne una strada importante lungo la quale marciavano le divisioni della milizia, gli equipaggiamenti e le truppe. Inoltre, è da questa zona che i cittadini di Leningrado partirono per la guerra. Vicino alla Srednjaja Rogatka era situata un'unità di resistenza dotata di casematte, un fossato anticarro, ricci cechi, scanalature di cemento armato e posizioni di fuoco d'artiglieria. Nel luglio 1945, quando i residenti della città incontrarono le truppe della guardia di ritorno dai fronti della Grande Guerra Patriottica, fu costruito un arco trionfale temporaneo nel sito del monumento attuale.
La costruzione del memoriale è stata parzialmente supportata da numerose donazioni volontarie raccolte dalla Banca statale dell'URSS su un conto apposito. L'inizio della costruzione avvenne in ritardo, perché durante numerose competizioni sul progetto non fu possibile identificare il vincitore.
All'inizio degli anni settanta, fu creato uno speciale gruppo creativo per completare il lavoro sul progetto. Il monumento fu alla fine realizzato sulla base del progetto degli architetti Valentin Kamenskij e Sergej Speranskij e dello scultore Michail Anikuškin. Tutti e tre presero parte alla difesa di Leningrado ed erano stati insigniti del premio Lenin e del titolo di "artista del popolo dell'URSS".

## Descrizione
Il monumento è situato all'ingresso meridionale di San Pietroburgo dalle colline Pulkovo e dall'aeroporto. L'opera in bronzo e granito rappresenta una pagina eroica nella storia della città, un panorama pacifico che si estende oltre Piazza della Vittoria. La facciata del memoriale, ovvero la "Piazza dei vincitori" (in russo Площадь Победителей?, Ploŝad’ Pobeditelej), si trova di fronte all'ingresso della città. Su alti piloni di granito sono installate 26 sculture in bronzo fissate su piedistalli granitici e dedicate ai difensori di Leningrado, ovvero carristi, miliziani, cecchini e operai. I gruppi scultorei sono rivolti verso l'ex linea frontale e le colline Pulkovo
La verticale principale del memoriale - l'obelisco di granito di 48 metri - simboleggia il trionfo della vittoria del popolo sovietico nella Grande guerra patriottica. Immediatamente alla base dell'obelisco si trova il gruppo scultoreo dei "Vincitori" (in russo Победители?, Pobediteli), con le figure dell'operaio e del soldato, ovvero la personificazione, come concepita da M. K. Anikušin, dell'unità tra la città e il fronte. L'obelisco funge da collegamento tra la "Piazza dei vincitori" e la Sala commemorativa semicircolare "Blocco" (in russo Блокада?, Blokada). Ampie scale conducono ad esso su entrambi i lati del piedistallo dell'obelisco. Secondo gli autori del monumento, le linee spezzate delle pareti, le facce della rottura dell'anello simbolico del blocco dovevano essere associate al caos e alla distruzione che Leningrado subì a causa dei bombardamenti nemici. La finitura superficiale delle pareti, che preserva la trama della cassaforma in legno, è subordinata a questo obiettivo, poiché erano così le strutture difensive durante la guerra.
Sul lato nord del complesso, di fronte alla città, è situata la sala commemorativa Blokada racchiusa da un anello in cemento con un diametro di 40 metri e una lunghezza di 124 metri. La spaccatura dell'anello simboleggia il termine del blocco, su un lembo è presente la scritta "900 giorni" (in russo 900 ДНЕЙ?, 900 DNEJ) e sull'altro "900 notti" (in russo 900 НОЧЕЙ?, 900 NOČEJ), ovvero la durata dell'assedio. Nell'anello interno sono presenti bassorilievi con le medaglie e gli ordini sovietici assegnati alla città di San Pietroburgo con rispettive motivazioni, con delle torce che illuminano l'area.
Al centro dello spazio è presente la composizione scultorea che dà il nome alla sala, ovvero Blokada. Formata da sei figure, essa rappresenta la sofferenza e il dolore provato dai cittadini di Leningrado per la morte di figli, parenti e persone care. Solitamente, è possibile trovare piccoli mazzetti di fiori lasciati dai cittadini sul piedistallo.

### Centro espositivo
Tre anni dopo l'inaugurazione, il 23 febbraio 1978, fu aperta una sala commemorativa sotterranea, oggi di proprietà del Museo della storia della città, dove sono presenti un documentario e una mostra d'arte dedicata alla difesa e al blocco di Leningrado. Lungo le pareti della sala sono state installate 900 lampade a forma di candele, il cui numero simboleggia la durata in giorni del blocco. Sotto le lampade sono presenti i nomi degli insediamenti e dei luoghi delle battaglie vicino a Leningrado. Nella sala del memoriale sono presenti 12 mostre storiche e artistiche dove è possibile vedere documenti e oggetti della Grande guerra patriottica. Sono presenti anche i pannelli a mosaico “1941 - Blockada” e “Pobeda” di S. N. Repin, I. G. Uralov e N. P. Fomin (supervisionati da A. A. Myl'nikov), la mappa elettronica “Battaglia eroica per Leningrado ”, una targa marmorea degli eroi con i nomi di quasi 700 difensori della città ai quali furono assegnate le medaglie di Eroe dell'Unione Sovietica, Eroe del lavoro socialista e di cavalieri dell'Ordine della Gloria di terzo grado. Nel 1995, l'esposizione comprendeva volumi del "Libro della memoria", contenente i nomi di soldati e civili che sono morti per la liberazione di Leningrado.